# Sepiagärdsmyg
Sepiagärdsmyg (Cinnycerthia olivascens) är en fågel i familjen gärdsmygar inom ordningen tättingar.

## Utseende och läte
Sepiagärdsmygen är en medelstor, enfärgat brun gärdsmyg med mörka tvärband på vingar och stjärt. Den liknar rostgärdsmygen, men är inte lika färgstark och ses på lägre höjder. Lätena är hårda och tjattrande.

## Utbredning och systematik
Sepiagärdsmyg delas in i två underarter med följande utbredning:
- Cinnycerthia olivascens bogotensis – förekommer i östra Andernas västsluttning i Colombia
- Cinnycerthia olivascens olivascens – förekommer i centrala och västra Anderna i Colombia till norra Peru

## Levnadssätt
Sepiagärdsmygen hittas i molnskogar på mellan 1500 och 2500 meters höjd. Där ses den i smågrupper i undervegetationen, ofta i närheten av bambusnår. Ibland slår den följe med kringvandrande artblandade flockar. Fågeln är skygg och svår att få syn på.

## Status och hot
Arten har ett stort utbredningsområde, men tros minska i antal, dock inte tillräckligt kraftigt för att den ska betraktas som hotad. Internationella naturvårdsunionen IUCN listar arten som livskraftig (LC).